# Juan Díaz (capellán)
Juan Díaz (Sevilla, España ; 1480- Quecholac, Puebla; 1549) fue clérigo y capellán de la armada en la segunda expedición de la isla de Cuba a la península de Yucatán, que estuvo capitaneada por Juan de Grijalva, se cree que fue el cronista original del "Itinerario de la armada" en la travesía. Posteriormente, también fue capellán de Hernán Cortés.A la llegada en Tlaxcala fue el primer sacerdote de la comunidad de Atlihuetzian donde aun se conserva una pintura al óleo y sotanas que indican su estancia en ese pueblo

## Biografía

### Expedición de Grijalva
Hijo de Alonso Díaz y Martina Núñez, cruzó al continente americano en 1514 y se unió a la expedición de Juan de Grijalva en el año 1518. Durante la expedición de Grijalva, ofició la primera misa en la isla de Cozumel, 
por lo cual también se considera la primera misa celebrada en lo que actualmente es el territorio mexicano.

### Itinerario de la armada
El nombre completo de las crónicas se conocen como "Itinerario de la armada del rey católico a la isla de Yucatán, en la India, en el año de 1518, en la que fue por comandante y capitán general Juan de Grijalva". El documento fue "retocado" por Benito Martín, y utilizado por Diego Velázquez de Cuéllar como prueba en la disputa contra Hernán Cortés para obtener el título de "Adelantado" de las tierras recién descubiertas por los españoles. El documento posteriormente fue publicado en varios idiomas, como testimonio de los descubrimientos.

### Expedición de Cortés y conquista de Tenochtitlan
Se unió a la expedición de Cortés, y nuevamente celebró eucaristía en la isla de Cozumel. En Tabasco, el Domingo de Ramos después de terminada la batalla de Centla ofició nuevamente misa en Santa María de la Victoria.
Después de que Hernán Cortés envió su primera carta de relación a Carlos I, hubo una ligera sublevación entre los partidarios de Diego Velázquez de Cuéllar, entre ellos se encontraba el capellán Juan Díaz, quién al ver el ahorcamiento de Juan Escudero y Diego Cermeño, la forma en que cortaron los pies al piloto Gonzalo de Umbría y los azotes al marinero Alonso Peñate, prefirió jurar lealtad a Cortés. Fue después de esta sublevación cuando Cortés decidió hundir las naves.
Junto con los conquistadores españoles marchó hacia Tenochtitlan, Díaz del Castillo describió que el capellán Juan Díaz confesó a muchos de los soldados un día antes de la batalla del 5 de septiembre de 1519 realizada en Tlaxcala contra Xicohténcatl. Unos pocos días después Cortés venció a los tlaxcaltecas con quienes pactó la paz. Juan Díaz ofició una misa con los nuevos aliados. En Tenochtitlan, Cortés removió los ídolos aztecas y colocó una cruz y la imagen de la virgen, con el consentimiento de Moctezuma, Juan Díaz junto con el padre de la Merced, realizaron una misa cantada en el Templo Mayor.
En 1521 en fechas cercanas al sitio de Tenochtitlan, Antonio de Villafaña (fiel de Diego Velázquez de Cuéllar) fue descubierto cuando intentaba asesinar a Hernán Cortés y sus capitanes. Villafaña fue sentenciado a la horca, Juan Díaz fue su confesor.

### Campañas subsecuentes
El 25 de noviembre de 1521 viajó con Francisco de Orozco y Tovar conquistador español que concentró sus fuerzas en Huaxyácac (Oaxaca), ese día Juan Díaz ofició una misa. La fecha fue conmemorada como el día de la fundación de la ciudad de Oaxaca durante muchos años. Poco más tarde llegó Pedro de Alvarado a la zona, y Juan Díaz se integró a sus campañas militares.
De acuerdo a los cronistas de su época, existen dos teorías al respecto de su muerte en 1549, la primera indica que "murió de su muerte", lo cual nos hace entender que murió de causa natural, y la segunda dice que fue martirizado por los indios de Quecholac. Sus restos se encuentran en la capilla antigua de la catedral de Puebla.

## Tributos
- Instituto Padre Juan Díaz